# Баљикинска Богородица
Баљикинска икона Богородице је икона Пресвете Богородице из села Баликина, Стародубског округа, Черниговске губерније (сада Погарски округ, Брјанска област). 
Православна црква прославља Баљикинску икону 30. јуна (13. јула). У неким изворима ова икона се зове Волинска икона.
Према предању Цркве, икона се налазила у кући Пана Дулског, који је током Шведског рата, када су Швеђани пролазили поред Стародуба, приметио појаву суза из очију Богородице на икони. То се догодило 1709. године. Након тога, Пан Дулски се заветовао да ће икону ставити у храм, који ће потом бити изграђен. Дуго је оклевао да преда икону, али пошто му се у сну јавила Богородица, предао је слику сиромашној баљикинској парохији. То се догодило 4. августа 1711. године.
Икона је насликана на платну залепљеном за даску. Икона припада типу Елеуса, глава Богородице је украшена дијадемом, њен поглед је усмерен ка детету Христу који јој лежи на крилу. На позлаћеном сребрном оквиру налази се натпис: „1811, 24. јун, прерадила и позлатила грофица Ана Ивановна Безбородко.
Копију Баљикинске иконе је Светом Веденском метоху у Орлу поклонио митрополит тобољски Јован (Максимович) 1712. године. Ова икона је једна од најпоштованијих светиња Орловске области.
Године 2009. прослављена је 300-годишњица чудотворне иконе.